# Hendrik van den Broek
Hendrik Johannes van den Broek (Rotterdam, 10 maart 1901 – Hilversum, 15 juni 1959) was een Nederlands journalist.
Vanaf 1933 was hij correspondent in Parijs voor het dagblad De Maasbode en later voor de Telegraaf. Na de Duitse inval in Nederland richtte hij de radio-omroep Radio Vrij Nederland op, die de luisteraars in het vaderland moed insprak. Na de Franse capitulatie vluchtte hij met zijn gezin via Portugal naar Londen.
Daar verzorgde hij vanaf 1941 uitzendingen voor Nederlandse zeevarenden via de zender De Brandaris. Van den Broek gebruikte daarvoor het pseudoniem De Rotterdammer. In 1942 ging de zender samen met Radio Oranje, waar hij chef van werd. Premier Gerbrandy omschreef hem later als "een zeer goede bruikbare potentaat." Van den Broek heeft zijn belevenissen tijdens de oorlog beschreven in het boek "Hier Radio Oranje. Vijf jaar radio in oorlogstijd." (Amsterdam, 1947)
Na de bevrijding van het zuiden van Nederland in 1944 keerde hij terug naar het land. In Eindhoven werd hij leidinggevende van Radio Herrijzend Nederland. Radio Herrijzend Nederland maakte begin 1946 plaats voor de Stichting Radio Nederland in den Overgangstijd (RNIO), waarin ook de oude omroepen participeerden. Dit paste binnen de 'doorbraakgedachte' en het streven naar één nationale omroep zoals voorgestaan door het kabinet-Schermerhorn-Drees: er moest een einde komen aan het verzuilde omroepenstelsel. In augustus van dat jaar trad Van den Broek toe tot de vierkoppige directie waarbinnen hij de taak kreeg tot het organiseren en het leiden van de Wereldomroep. De RNIO werd, nadat het streven naar één nationale omroep niet haalbaar bleek te zijn, echter al in 1947 opgeheven. Hiervoor in de plaats trad de Nederlandse Radio Unie, later opgegaan in de NOS. De Wereldomroep ging echter onder leiding van Van den Broek zelfstandig verder als Radio Nederland Wereldomroep, waarvan hij tot zijn dood in 1959 directeur bleef.
Van den Broek was de vader van de politicus Hans van den Broek.